# Simbolo di Kronecker
In teoria dei numeri, il simbolo di Kronecker, scritto come {\displaystyle \left({\frac {a}{n}}\right)} o {\displaystyle (a|n)}, è una generalizzazione del simbolo di Jacobi a tutti i numeri interi {\displaystyle n.} È stato introdotto da Leopold Kronecker nel 1885.

## Definizione
Sia {\displaystyle n} un numero intero diverso da zero, con scomposizione in fattori primi
{\displaystyle n=u\cdot p_{1}^{e_{1}}\cdots p_{k}^{e_{k}},}
dove {\displaystyle u} è un'unità (cioè {\displaystyle u=\pm 1}), e i {\displaystyle p_{i}} sono numeri primi. Sia {\displaystyle a} un numero intero. Il simbolo di Kronecker {\displaystyle \left({\frac {a}{n}}\right)} è definito da
{\displaystyle \left({\frac {a}{n}}\right)=\left({\frac {a}{u}}\right)\prod _{i=1}^{k}\left({\frac {a}{p_{i}}}\right)^{e_{i}}.}
Per {\displaystyle p_{i}} dispari, il numero {\displaystyle \left({\frac {a}{p_{i}}}\right)} è semplicemente il classico simbolo di Legendre. Quindi manca solo da definire il caso {\displaystyle p_{i}=2.} Definiamo {\displaystyle \left({\frac {a}{2}}\right)} come
{\displaystyle \left({\frac {a}{2}}\right)={\begin{cases}0,&{\text{se }}a{\text{ è pari,}}\\1,&{\text{se }}a\equiv \pm 1{\pmod {8}},\\-1,&{\text{se }}a\equiv \pm 3{\pmod {8}}.\end{cases}}}
Poiché estende il simbolo di Jacobi, la quantità {\displaystyle \left({\frac {a}{u}}\right)} è semplicemente {\displaystyle 1} quando {\displaystyle u=1}. Quando {\displaystyle u=-1}, si definisce come
{\displaystyle \left({\frac {a}{-1}}\right)={\begin{cases}-1,&{\text{se }}a<0,\\1,&{\text{se }}a\geq 0.\end{cases}}}
Infine, poniamo
{\displaystyle \left({\frac {a}{0}}\right)={\begin{cases}1,&{\text{se }}a=\pm 1,\\0,&{\text{altrimenti.}}\end{cases}}}
Queste estensioni sono sufficienti per definire il simbolo di Kronecker per tutti i valori interi di {\displaystyle a} e {\displaystyle n.}
Alcuni autori definiscono il simbolo di Kronecker solo per insiemi più limitati di valori. Per esempio, {\displaystyle a\equiv 0,1{\bmod {4}}} e {\displaystyle n>0.}

## Tabella dei valori
La seguente è una tabella dei valori del simbolo di Kronecker {\displaystyle \left({\frac {k}{n}}\right)} per {\displaystyle n,k\leq 30.}
| kn | 1 | 2  | 3  | 4 | 5  | 6  | 7  | 8  | 9 | 10 | 11 | 12 | 13 | 14 | 15 | 16 | 17 | 18 | 19 | 20 | 21 | 22 | 23 | 24 | 25 | 26 | 27 | 28 | 29 | 30 |
| -- | - | -- | -- | - | -- | -- | -- | -- | - | -- | -- | -- | -- | -- | -- | -- | -- | -- | -- | -- | -- | -- | -- | -- | -- | -- | -- | -- | -- | -- |
| 1  | 1 | 1  | 1  | 1 | 1  | 1  | 1  | 1  | 1 | 1  | 1  | 1  | 1  | 1  | 1  | 1  | 1  | 1  | 1  | 1  | 1  | 1  | 1  | 1  | 1  | 1  | 1  | 1  | 1  | 1  |
| 2  | 1 | 0  | −1 | 0 | −1 | 0  | 1  | 0  | 1 | 0  | −1 | 0  | −1 | 0  | 1  | 0  | 1  | 0  | −1 | 0  | −1 | 0  | 1  | 0  | 1  | 0  | −1 | 0  | −1 | 0  |
| 3  | 1 | −1 | 0  | 1 | −1 | 0  | 1  | −1 | 0 | 1  | −1 | 0  | 1  | −1 | 0  | 1  | −1 | 0  | 1  | −1 | 0  | 1  | −1 | 0  | 1  | −1 | 0  | 1  | −1 | 0  |
| 4  | 1 | 0  | 1  | 0 | 1  | 0  | 1  | 0  | 1 | 0  | 1  | 0  | 1  | 0  | 1  | 0  | 1  | 0  | 1  | 0  | 1  | 0  | 1  | 0  | 1  | 0  | 1  | 0  | 1  | 0  |
| 5  | 1 | −1 | −1 | 1 | 0  | 1  | −1 | −1 | 1 | 0  | 1  | −1 | −1 | 1  | 0  | 1  | −1 | −1 | 1  | 0  | 1  | −1 | −1 | 1  | 0  | 1  | −1 | −1 | 1  | 0  |
| 6  | 1 | 0  | 0  | 0 | 1  | 0  | 1  | 0  | 0 | 0  | 1  | 0  | −1 | 0  | 0  | 0  | −1 | 0  | −1 | 0  | 0  | 0  | −1 | 0  | 1  | 0  | 0  | 0  | 1  | 0  |
| 7  | 1 | 1  | −1 | 1 | −1 | −1 | 0  | 1  | 1 | −1 | 1  | −1 | −1 | 0  | 1  | 1  | −1 | 1  | −1 | −1 | 0  | 1  | 1  | −1 | 1  | −1 | −1 | 0  | 1  | 1  |
| 8  | 1 | 0  | −1 | 0 | −1 | 0  | 1  | 0  | 1 | 0  | −1 | 0  | −1 | 0  | 1  | 0  | 1  | 0  | −1 | 0  | −1 | 0  | 1  | 0  | 1  | 0  | −1 | 0  | −1 | 0  |
| 9  | 1 | 1  | 0  | 1 | 1  | 0  | 1  | 1  | 0 | 1  | 1  | 0  | 1  | 1  | 0  | 1  | 1  | 0  | 1  | 1  | 0  | 1  | 1  | 0  | 1  | 1  | 0  | 1  | 1  | 0  |
| 10 | 1 | 0  | 1  | 0 | 0  | 0  | −1 | 0  | 1 | 0  | −1 | 0  | 1  | 0  | 0  | 0  | −1 | 0  | −1 | 0  | −1 | 0  | −1 | 0  | 0  | 0  | 1  | 0  | −1 | 0  |
| 11 | 1 | −1 | 1  | 1 | 1  | −1 | −1 | −1 | 1 | −1 | 0  | 1  | −1 | 1  | 1  | 1  | −1 | −1 | −1 | 1  | −1 | 0  | 1  | −1 | 1  | 1  | 1  | −1 | −1 | −1 |
| 12 | 1 | 0  | 0  | 0 | −1 | 0  | 1  | 0  | 0 | 0  | −1 | 0  | 1  | 0  | 0  | 0  | −1 | 0  | 1  | 0  | 0  | 0  | −1 | 0  | 1  | 0  | 0  | 0  | −1 | 0  |
| 13 | 1 | −1 | 1  | 1 | −1 | −1 | −1 | −1 | 1 | 1  | −1 | 1  | 0  | 1  | −1 | 1  | 1  | −1 | −1 | −1 | −1 | 1  | 1  | −1 | 1  | 0  | 1  | −1 | 1  | 1  |
| 14 | 1 | 0  | 1  | 0 | 1  | 0  | 0  | 0  | 1 | 0  | −1 | 0  | 1  | 0  | 1  | 0  | −1 | 0  | 1  | 0  | 0  | 0  | 1  | 0  | 1  | 0  | 1  | 0  | −1 | 0  |
| 15 | 1 | 1  | 0  | 1 | 0  | 0  | −1 | 1  | 0 | 0  | −1 | 0  | −1 | −1 | 0  | 1  | 1  | 0  | 1  | 0  | 0  | −1 | 1  | 0  | 0  | −1 | 0  | −1 | −1 | 0  |
| 16 | 1 | 0  | 1  | 0 | 1  | 0  | 1  | 0  | 1 | 0  | 1  | 0  | 1  | 0  | 1  | 0  | 1  | 0  | 1  | 0  | 1  | 0  | 1  | 0  | 1  | 0  | 1  | 0  | 1  | 0  |
| 17 | 1 | 1  | −1 | 1 | −1 | −1 | −1 | 1  | 1 | −1 | −1 | −1 | 1  | −1 | 1  | 1  | 0  | 1  | 1  | −1 | 1  | −1 | −1 | −1 | 1  | 1  | −1 | −1 | −1 | 1  |
| 18 | 1 | 0  | 0  | 0 | −1 | 0  | 1  | 0  | 0 | 0  | −1 | 0  | −1 | 0  | 0  | 0  | 1  | 0  | −1 | 0  | 0  | 0  | 1  | 0  | 1  | 0  | 0  | 0  | −1 | 0  |
| 19 | 1 | −1 | −1 | 1 | 1  | 1  | 1  | −1 | 1 | −1 | 1  | −1 | −1 | −1 | −1 | 1  | 1  | −1 | 0  | 1  | −1 | −1 | 1  | 1  | 1  | 1  | −1 | 1  | −1 | 1  |
| 20 | 1 | 0  | −1 | 0 | 0  | 0  | −1 | 0  | 1 | 0  | 1  | 0  | −1 | 0  | 0  | 0  | −1 | 0  | 1  | 0  | 1  | 0  | −1 | 0  | 0  | 0  | −1 | 0  | 1  | 0  |
| 21 | 1 | −1 | 0  | 1 | 1  | 0  | 0  | −1 | 0 | −1 | −1 | 0  | −1 | 0  | 0  | 1  | 1  | 0  | −1 | 1  | 0  | 1  | −1 | 0  | 1  | 1  | 0  | 0  | −1 | 0  |
| 22 | 1 | 0  | −1 | 0 | −1 | 0  | −1 | 0  | 1 | 0  | 0  | 0  | 1  | 0  | 1  | 0  | −1 | 0  | 1  | 0  | 1  | 0  | 1  | 0  | 1  | 0  | −1 | 0  | 1  | 0  |
| 23 | 1 | 1  | 1  | 1 | −1 | 1  | −1 | 1  | 1 | −1 | −1 | 1  | 1  | −1 | −1 | 1  | −1 | 1  | −1 | −1 | −1 | −1 | 0  | 1  | 1  | 1  | 1  | −1 | 1  | −1 |
| 24 | 1 | 0  | 0  | 0 | 1  | 0  | 1  | 0  | 0 | 0  | 1  | 0  | −1 | 0  | 0  | 0  | −1 | 0  | −1 | 0  | 0  | 0  | −1 | 0  | 1  | 0  | 0  | 0  | 1  | 0  |
| 25 | 1 | 1  | 1  | 1 | 0  | 1  | 1  | 1  | 1 | 0  | 1  | 1  | 1  | 1  | 0  | 1  | 1  | 1  | 1  | 0  | 1  | 1  | 1  | 1  | 0  | 1  | 1  | 1  | 1  | 0  |
| 26 | 1 | 0  | −1 | 0 | 1  | 0  | −1 | 0  | 1 | 0  | 1  | 0  | 0  | 0  | −1 | 0  | 1  | 0  | 1  | 0  | 1  | 0  | 1  | 0  | 1  | 0  | −1 | 0  | −1 | 0  |
| 27 | 1 | −1 | 0  | 1 | −1 | 0  | 1  | −1 | 0 | 1  | −1 | 0  | 1  | −1 | 0  | 1  | −1 | 0  | 1  | −1 | 0  | 1  | −1 | 0  | 1  | −1 | 0  | 1  | −1 | 0  |
| 28 | 1 | 0  | −1 | 0 | −1 | 0  | 0  | 0  | 1 | 0  | 1  | 0  | −1 | 0  | 1  | 0  | −1 | 0  | −1 | 0  | 0  | 0  | 1  | 0  | 1  | 0  | −1 | 0  | 1  | 0  |
| 29 | 1 | −1 | −1 | 1 | 1  | 1  | 1  | −1 | 1 | −1 | −1 | −1 | 1  | −1 | −1 | 1  | −1 | −1 | −1 | 1  | −1 | 1  | 1  | 1  | 1  | −1 | −1 | 1  | 0  | 1  |
| 30 | 1 | 0  | 0  | 0 | 0  | 0  | −1 | 0  | 0 | 0  | 1  | 0  | 1  | 0  | 0  | 0  | 1  | 0  | −1 | 0  | 0  | 0  | 1  | 0  | 0  | 0  | 0  | 0  | 1  | 0  |

## Proprietà
Il simbolo di Kronecker condivide molte proprietà del simbolo di Jacobi, con alcune restrizioni:
- {\displaystyle \left({\tfrac {a}{n}}\right)=\pm 1} Se {\displaystyle \mathrm {MCD} (a,n)=1}, altrimenti {\displaystyle \left({\tfrac {a}{n}}\right)=0.}
- {\displaystyle \left({\tfrac {ab}{n}}\right)=\left({\tfrac {a}{n}}\right)\left({\tfrac {b}{n}}\right)} a meno che {\displaystyle n=-1}, uno tra {\displaystyle a,b} è zero e l'altro è negativo.
- {\displaystyle \left({\tfrac {a}{mn}}\right)=\left({\tfrac {a}{m}}\right)\left({\tfrac {a}{n}}\right)} a meno che {\displaystyle a=-1}, uno tra {\displaystyle m,n} è zero e l'altro ha una parte dispari (definizione di seguito) congruente a {\displaystyle 3{\bmod {4}}.}
- Per {\displaystyle n>0}, si ha che {\displaystyle \left({\tfrac {a}{n}}\right)=\left({\tfrac {b}{n}}\right)} ogni volta che {\displaystyle a\equiv b{\bmod {\begin{cases}4n,&{\text{se }}n\equiv 2{\bmod {4}},\\n,&{\text{altrimenti.}}\end{cases}}}} Se in aggiunta {\displaystyle a,b} hanno lo stesso segno, lo stesso vale anche per {\displaystyle n<0.}
- Per {\displaystyle a\not \equiv 3{\bmod {4}}}, {\displaystyle a\neq 0}, si ha che {\displaystyle \left({\tfrac {a}{m}}\right)=\left({\tfrac {a}{n}}\right)} ogni volta che {\displaystyle m\equiv n{\bmod {\begin{cases}4|a|,&{\text{se }}a\equiv 2{\bmod {4}},\\|a|,&{\text{altrimenti.}}\end{cases}}}}

D'altra parte, il simbolo di Kronecker non ha lo stesso legame con i residui quadratici del simbolo di Jacobi. In particolare, i valori del simbolo di Kronecker {\displaystyle \left({\tfrac {a}{n}}\right)} per {\displaystyle n} pari sono indipendenti dal fatto che {\displaystyle a} sia un residuo quadratico o meno modulo {\displaystyle n.}

### Reciprocità quadratica
Il simbolo di Kronecker soddisfa anche le seguenti versioni della legge di reciprocità quadratica.
Per qualsiasi numero intero diverso da zero {\displaystyle n,} sia {\displaystyle n'} la sua parte dispari, cioè: {\displaystyle n=2^{e}n'} dove {\displaystyle n'} è dispari (per {\displaystyle n=0}, si pone {\displaystyle 0'=1}). Quindi la seguente versione simmetrica della reciprocità quadratica vale per ogni coppia di numeri interi {\displaystyle m,n} tali che {\displaystyle \mathrm {MCD} (m,n)=1:}
{\displaystyle \left({\frac {m}{n}}\right)\left({\frac {n}{m}}\right)=\pm (-1)^{{\frac {m'-1}{2}}{\frac {n'-1}{2}}},}
dove il segno {\displaystyle \pm } è {\displaystyle +} se {\displaystyle m\geq 0} o se {\displaystyle n\geq 0} ed è {\displaystyle -} se {\displaystyle m<0} e {\displaystyle n<0.}
Esiste anche una versione non simmetrica equivalente della reciprocità quadratica che vale per ogni coppia di interi {\displaystyle m,n} coprimi:
{\displaystyle \left({\frac {m}{n}}\right)\left({\frac {n}{|m|}}\right)=(-1)^{{\frac {m'-1}{2}}{\frac {n'-1}{2}}}.}
Per qualsiasi numero intero {\displaystyle n} sia {\displaystyle n^{*}=(-1)^{(n'-1)/2}n.} Allora si ha un'altra versione non simmetrica equivalente che afferma che
{\displaystyle \left({\frac {m^{*}}{n}}\right)=\left({\frac {n}{|m|}}\right),}
per ogni coppia di numeri interi {\displaystyle m,n} (non necessariamente coprimi).
Anche le leggi supplementari si generalizzano al simbolo di Kronecker. Queste leggi derivano facilmente da ogni versione della legge di reciprocità quadratica indicata sopra (a differenza del simbolo di Legendre e Jacobi, dove sono necessarie sia la legge principale che le leggi supplementari per descrivere completamente la reciprocità quadratica).
Per qualsiasi numero intero {\displaystyle n} si ha
{\displaystyle \left({\frac {-1}{n}}\right)=(-1)^{\frac {n'-1}{2}}}
e per qualsiasi numero intero dispari {\displaystyle n} si ha
{\displaystyle \left({\frac {2}{n}}\right)=(-1)^{\frac {n^{2}-1}{8}}.}

## Legame con i caratteri di Dirichlet
Se {\displaystyle a\not \equiv 3{\pmod {4}}} e {\displaystyle a\neq 0,} la funzione {\displaystyle \chi (n)=\left({\tfrac {a}{n}}\right)} è un carattere di Dirichlet reale di modulo {\displaystyle {\begin{cases}4|a|,&a\equiv 2{\pmod {4}},\\|a|,&{\text{altrimenti.}}\end{cases}}} Al contrario, ogni carattere di Dirichlet reale può essere scritto in questa forma con {\displaystyle a\equiv 0,1{\pmod {4}}} (per {\displaystyle a\equiv 2{\pmod {4}}} è {\displaystyle \left({\tfrac {a}{n}}\right)=\left({\tfrac {4a}{n}}\right)}).
In particolare, i caratteri primitivi di Dirichlet reali {\displaystyle \chi } sono in corrispondenza biunivoca con i campi quadratici {\displaystyle F=\mathbb {Q} ({\sqrt {m}})}, dove {\displaystyle m} è un intero privo di quadrati diverso da zero (possiamo includere il caso {\displaystyle \mathbb {Q} ({\sqrt {1}})=\mathbb {Q} } per rappresentare il carattere principale, anche se non è propriamente un campo quadratico). Il carattere {\displaystyle \chi } può essere recuperato dal campo come il simbolo di Artin {\displaystyle \left({\tfrac {F/\mathbb {Q} }{\cdot }}\right)}: cioè per un numero primo positivo {\displaystyle p}, il valore di {\displaystyle \chi (p)} dipende dal comportamento dell'ideale {\displaystyle (p)} nell'anello degli interi {\displaystyle {\mathcal {O}}_{F}}:
{\displaystyle \chi (p)={\begin{cases}0,&{\text{se }}(p){\text{ è ramificato,}}\\1,&{\text{se }}(p){\text{ spezza,}}\\-1,&{\text{se }}(p){\text{ è inerte.}}\end{cases}}}
Inoltre {\displaystyle \chi (n)} è uguale al simbolo di Kronecker {\displaystyle \left({\tfrac {D}{n}}\right),} dove
{\displaystyle D={\begin{cases}m,&m\equiv 1{\pmod {4}},\\4m,&m\equiv 2,3{\pmod {4}}\end{cases}}}
è il discriminante di {\displaystyle F.} Il conduttore di {\displaystyle \chi } è {\displaystyle |D|.}
Allo stesso modo, se {\displaystyle n>0}, la funzione {\displaystyle \chi (a)=\left({\tfrac {a}{n}}\right)} è un carattere di Dirichlet reale di modulo {\displaystyle {\begin{cases}4n,&n\equiv 2{\pmod {4}},\\n,&{\text{altrimenti.}}\end{cases}}} Tuttavia, non tutti i caratteri reali possono essere rappresentati in questo modo, ad esempio non esiste nessun  {\displaystyle n} per cui il carattere {\displaystyle \left({\tfrac {-4}{\cdot }}\right)} può essere scritto come {\displaystyle \left({\tfrac {\cdot }{n}}\right).} Per la legge di reciprocità quadratica, si ha che {\displaystyle \left({\tfrac {\cdot }{n}}\right)=\left({\tfrac {n^{*}}{\cdot }}\right).} Un carattere {\displaystyle \left({\tfrac {a}{\cdot }}\right)} può essere rappresentato come {\displaystyle \left({\tfrac {\cdot }{n}}\right)} se e solo se la sua parte dispari {\displaystyle a'\equiv 1{\pmod {4}},} nel qual caso possiamo prendere {\displaystyle n=|a|.}